# Dead Again (album Suicidal Angels)
Dead Again – trzeci album thrashmetalowego zespołu Suicidal Angels, który został wydany w 2010 roku z nakładem NoiseArt Records.

## Lista utworów
1. Damnation - 01:21
2. Reborn in Violence - 04:18
3. Bleeding Holocaust - 02:54
4. The Trial - 03:36
5. Suicide Solution - 02:34
6. Beggar of Scorn - 05:21
7. Victimized - 04:13
8. Violent Abuse - 02:35
9. The Lies of Resurrection - 04:18
10. Search for Recreation - 02:52
11. Dead Again - 03:02
12. Final Dawn - 02:58

## Twórcy
- Orpheas Tzortzopoulos - perkusja
- Nick Melissourgos - gitara, śpiew
- Angelos Kritsotakis - gitara basowa
- Panos Spanos - gitara